# Station Bristol Parkway
Bristol Parkway is een spoorwegstation van National Rail in Stoke Gifford, South Gloucestershire in Engeland. Het station is eigendom van Network Rail en wordt beheerd door Great Western Railway.